# Stazione di Alfedena-Scontrone
Stazione di Alfedena-Scontrone vasútállomás Olaszországban, Alfedena településen.

## Vasútvonalak
Az állomást az alábbi vasútvonalak érintik:
- Sulmona–Carpinone-vasútvonal

## Kapcsolódó állomások
A vasútállomáshoz az alábbi állomások vannak a legközelebb:
- Stazione di Montenero Valcocchiara
- Stazione di Sant'Ilario Sangro
- Stazione di Castel di Sangro